# 今成佳奈
今成 佳奈（いまなり かな、1984年12月28日 - ）は、日本のシンガーソングライター。大分県豊後高田市出身。大分県立高田高等学校卒業。血液型はO型。父親、母親共に大分県出身。3歳下の妹がいる。本名、同じ。

## 来歴
5歳でクラシック・ピアノを習い始める。
中学ではバレー部に所属。高校ではインターアクト部に所属し地域ボランティア活動や国際交流活動を積極的に行い、部長も務めた。
16歳のとき大分市の百貨店トキハで開催された「中高生カラオケパラダイス」に友人の母親の推薦で出場。MISIAの忘れない日々を歌い、「応援頑張ったで賞」を受賞。当日審査員で訪れていた音楽プロデューサーの橋本浩克に見いだされ、後日東京のスタジオでオーディションに参加。音楽の世界に進む決意をする。本人は後日、カラオケ大会では自分の歌ではなく家族や友人の応援を讃える賞を受賞したことに、「私はそのとき何も賞を取れていないのに…」と話題にしている。
高校在学中から、夏休みなど長期の休みの間には東京のスタジオで長期の合宿を行い、体力強化やボイストレーニングを習って、楽曲制作を始める。
高校3年生の時に、プロデューサーに「作詞をやってみて」と言われノートに数ページにわたって初めて書いた歌詞が、その後デビューCD「Openeyes」のカップリング曲「春ほわり」になる。
2004年大分市のトキハわさだタウンのテレビCMに出演。この時には音楽は所属事務所の先輩シンガーソングライター福井静の「マチ」が使用されている。
プロデビューを前に、「メジャーで東京を中心に全国で活動するか、どんな活動をしていくか」との会議の際、「自分の周りの、笑顔が見える範囲でマイペースで音楽活動をしたい」という本人の強い希望で、独立系レーベルで、地元大分を中心に九州で活動していくことになり、所属するデイライトスタジオのレーベル AMIC から作品をリリースすることに決める。
2005年春から花粉症を発症。デビュー曲のレコーディング時期に重なり、ボーカル録音だけで数週間を要したが、自身の歌声に満足できずにプロデューサーから「初回プレス分を完売したら再録音版を出してあげる」との約束を取り付け、2005年6月「Openeyes」（作詞：今成佳奈　作曲：橋本浩克　編曲：近藤嶺）でデビュー。
地元大分県内での限定発売だったがわずか数か月で初回プレス分を完売。再プレス分からは後日（花粉の飛散時期の後）録音した音源になっている。
プロとしての初ライブは2005年5月トキハわさだタウンで開催されたイベントにゲストとして出演。本人は後日「生まれてから一番緊張した！ 何も憶えていない」と話している。
同年5月15日にCD先行発売後初のライブを地元豊後高田市の「五月祭」で行い、初めて聴く彼女のハイトーンヴォイスに会場からは興奮の歓声が沸き、ライブ終了後には初めてのCD即売に観客が殺到。用意した200枚のCDはあっという間に完売した。
2005年8月、テレビ大分の「24時間テレビ告知CM」のメインテーマ曲に「Open eyes」が選ばれ、 本人主演でテレビCMが約300本ON AIR。

24時間テレビ当日はTOS24時間テレビのイベント会場であったビッグアイでミニコンサートを行う(その後も毎年出演)。
2005年10月、FM大分の『コスモ アースコンシャスアクト』に出演。他にも地元豊後高田市主催「真玉夕日のコンサート」でメインアクトを務める。
2005年10月から「ネッツトヨタ大分」のテレビ・ラジオCMに書き下ろし楽曲を提供。本人もテレビCMに主演。
2006年4月、FM大分のジングルを制作。天気予報ジングルではソロで、ニュース・交通情報ではコーラスで参加。
2006年10月から 建設連合・大分建設組合のテレビCMに「潮騒」がCM曲として採用され、本人も主演。その後2011年まで同組合の様々なヴァージョンのCMの音楽と主演を担当。
2006年10月、別府市の立命館アジア太平洋大学の学園祭「天空祭」にてメインアクトとしてライブコンサートを行う。
2006年11月、「福岡国際らん展 in ヤフードーム」会場内メインステージにて5日間連続で9回のライブを行い、大好評を得る。このイベントのために、花をテーマに幸せな人生と平和を歌った「Happiness」を創作。
2006年12月 TOSテレビ大分の地上波デジタル開局記念特番「千年の風ここに満ちて」に主演。 番組のために新しいアレンジで再録音した「Openeyes2006」が番組メインテーマとして放送される。
2006年12月から 大分放送の人気テレビ番組『おはようナイスキャッチ!』のメインテーマ曲を書き下ろす（2013年現在も放送中）。
2007年7月、ファーストアルバム『はじまり』発売。
2007年10月、OBSラジオでレギュラー番組『今成佳奈のLovin' music』放送開始 (2009年末まで)
2007年12月、大分市の大分県立総合文化センター音の泉ホールで初めてのワンマンホールコンサート開催。
2008年春 重度の花粉症を避けるため3か月間沖縄に疎開。 楽曲制作とトレーニングを積む（この後、毎年の花粉飛散時期には、沖縄で制作活動をしている）。
2008年9月、大分国体・全国障害者スポーツ大会の開会式 歓迎式典のフィナーレの曲を作詞。天皇・皇后をはじめ3万数千人の前で歌唱。
2008年10月、大分市の大分県立総合文化センターグランシアタで環境とボーダレス社会をテーマとしたチャリティを兼ねた セカンドワンマンホールコンサート開催。
2008年秋、大分県石油商業組合の交通安全キャンペーンに起用。小学生と共に歌唱したオリジナルCDは、県内およそ400の小学校に配布された。
2008年より今成佳奈主催の環境活動「We are」の活動を開始。
2009年、大分県の地球環境対策マイバッグ推進ポスターに起用。
2009年、第45回衆議院議員総選挙 大分県投票キャンペーンCMに主演。
2010年1月、大分県の新春大分県知事対談テレビ番組に出演。
2010年、4月開校の佐伯市立宇目緑豊小学校の校歌を作詞・作曲。
2010年、大分みらい信用金庫のイメージソングを作詞・作曲。大分県内ではTVCMで放送中。
2010年5月、大分市の大分県立総合文化センター音の泉ホールでサードコンサート開催。
2010年6月、大分県宇佐市・豊後高田市の観光大使就任。
2010年10月、セカンドアルバム『nine colors』発売。
2011年4月、OBSラジオでレギュラー番組『今成佳奈のHarmony Morning』放送開始 (2012年3月まで)
2011年より「夢を持つことの大切さ」や「いじめ問題などの人権」をテーマに、音楽と講演を合わせた“出前授業”を、大分県全域の小中学校を廻って行っている。
2011年7月、大分県佐伯警察署の一日署長として、佐伯市内で交通安全の啓発ライブ開催。
2011年10月、ユニバーサルスポーツ「卓球バレー」のテーマソング「みんなの卓球バレー」を作詞・作曲。
山口国体・全国障害者スポーツ大会のオープン競技会場開会式で披露ライブ。
2011年10月、大分県の依頼でおおいた発の食育推進テーマソング「いただきますwaありがとう」を作詞・作曲。その後県民参加レコーディングを行い、12月にこの曲のCDが大分県内の全ての幼稚園や保育園、小・中学校に配布された。
2012年1月、京都卓球バレー協会交流大会で、ゲストライブ開催。
2012年2月、大分県警音楽隊の定期演奏会にゲスト出演。MCも行った。
2012年5月、鹿児島相互信用金庫のイメージソングを依頼されて作詞・作曲　職員大運動会でライブを行い披露。
2012年7月、「大分県少年の船」に講師として乗船。ふじ丸船内で講演やライブを行った。
2012年8月、SAKODAのイメージソング「ちょっといいな」（作詞作曲：福井静）の英語詞ヴァージョンを歌唱。同年秋から九州全域でテレビCM放送中。
2012年8月、JR九州の「おおいた豊再発見キャンペーン」のキャンペーンソング「Welcomeおおいた」を製作。10月からのテレビCMやJR九州各駅、JR西日本の主要駅に掲示のポスターやパンフレットにも起用され主演。
2012年9月、大阪千里中央駅で行われた大分県観光イベントに参加。連日ライブ。
2012年10月より博多駅、佐世保駅、長崎駅、小倉駅、大分駅、熊本駅、鹿児島駅などでJR九州のキャンペーンライブを行った。
2013年1月、JR九州テレビCMのイメージソング「Welcomeおおいた」を初のオフィシャル動画としてYouTubeに公開。

## エピソード
周囲を広大な自然に囲まれ、実家近くには野生の動物たちが出没したり、初夏には庭にホタルが舞うといった環境で育ったせいか、本人はとにかく自然体を好み、東京の生活では夜空に星が少ないのがストレスになると言っている。ファッションもナチュラルを好み、CDジャケットやポスター撮影、CM撮影までもノーメイクで行っている。

## ディスコグラフィー
1. 「Openeyes」(2005年6月、デビューシングル)
（Openeyes / 春ほわり）※「Openeyes」は「2005年TOS24時間テレビ協賛CM」テーマ曲、「春ほわり」は「TOSみどり森守キャンペーンCM」テーマ曲
2. 「I Love You / always」(2005年10月、両A面セカンドシングル)
（I Love You / always）※「I Love You」はOBSテレビ番組「おはようナイスキャッチ」エンディングテーマ曲、「always」は「2006年TOS24時間テレビ協賛CM」テーマ曲
3. 『クリスマス・ストーリーズ』(2005年11月、クリスマスコンピレーションアルバム)
（クリスマスプレゼント：福井静 / around the world：近藤嶺 / Happy Christmas：今成佳奈 / ふたりのクリスマス：福井静 / Wonderful Christmas：今成佳奈）
4. 「潮騒／風を感じて」(2006年6月、両A面サードシングル)
（潮騒 / 風を感じて）※「潮騒」は「建設連合・大分建設組合」TVCM使用曲
5. 「Happiness」(2006年11月、4thシングル)
（Happiness / 僕らのHistory）※「僕らのHistory」は「ネッツトヨタ大分」TVCMソングとして書き下ろした曲をフルコーラスとして発表
6. 『はじまり』(2007年7月、ファーストアルバム ※シングル曲は新録音で収録)
（Openeyes/I Love You/あなたを想うだけで/潮騒/Question/風を感じて/Happiness/雨上がりの午後/僕らのHistory/Openeyes2006）
7. 「Lovely Morning」(2007年12月、5thシングル)
（Lovely Morning/約束）※「Lovely Morning」はOBSテレビ番組「おはようナイスキャッチ」テーマ曲
8. 『今成佳奈ファーストコンサート』(2008年5月、ライブ盤CD／DVD)
CD（風を感じて /  雨上がりの午後 / 潮騒 / きよしこの夜 / Winter Wonderland / Wonderful Christmas / always / 僕らのHistory / 約束 ）
DVD（風を感じて / Wonderful Christmas / Openeyes ※マイク・音響無し）
9. 「We are / 風の吹く場所」(2009年9月、6thシングル)
（We are / 風の吹く場所）※「we are」は「第45回衆議院議員選挙 大分県告知CM」テーマ曲
10. 『nine colors』(2010年10月、セカンドアルバム )
（We are / 坂道 / ともだち / Lovely Morning / 白いぼうし / Hope / 風の吹く場所 / 夜空を見上げてみよう / 風のハーモニー）